# エルサレムのユストゥス
エルサレムの司祭ユストゥス1世はユダヤ名はユダスで、2世紀のユダヤ人キリスト教徒指導者で、殆どのキリスト教の伝統によると司祭であったのがAD107年-113年頃の第3代エルサレムのギリシャ正教の監督であった。107年-108年か115年-117年に磔にされて死んだクロパスのシメオンの後継者である。恐らくイエスの兄弟の一人ヤコブ高潔王の息子である。アラム語のザッカを表すことから後継者のザッケイア1世も「高潔者」と呼ばれた。
ユストゥスの聖人暦は11月24日であった。

## 人物像
ユストゥスについては殆ど知られていない。ヤコブやクロパスのシメオンに続くエウセビオスに始まる監督表全ての3番目に現れている。恐らく都市のナザレ派教団の指導者か少なくとも66年-74年のユダヤの暴動と激動の時代の後でローマの大抑圧を生き延びた人々の指導者であろう。エウセビオスは割礼を受けたことを規定し、ナザレ派の運動は、自身をユダヤ教の運動とみなしている。しかし1世紀の第4四半期にナザレ派とユダヤ教団の亀裂が拡大した。恐らくビルカットハミニムの新しい草案がナザレ派が含まれるということを含む異端に対する破門を含めて書かれたのはこの時であろう。
シモン・クロード・ミムニはユストゥスはイエスの「兄弟」ヤコブの息子である可能性があると考えている。この場合、エウセビオスが指摘するように特にティベリウス・クラウディウス・アッティクス・ヘロデスの執政官であった時期に死亡したのであれば、短期間権限を与えられたと説明できる父親が処刑された「必然的に61か62歳になる前である為に」高齢になってから監督になったことになる。
殆どの出典で（「敬虔」のラテン語形式の）ユストゥスと呼ばれた。監督表の一つではユストゥスと綽名された人物が（表の第3代）バルバサスと綽名されている（下記参照）。しかし使徒教憲の一覧を引用するサラミスのエピファニウスによりユダスの名の下に指名されている（VII, 46, 1）。ここではユダス（ユストゥス）は使徒教憲VIII, 35, 1で述べるように「肉体によるキリストの兄弟ヤコブ」という前もって二行を引用すヤコブの息子であると（使徒教憲VII, 46, 2）報告されている · :。ペンネームユストゥス（敬虔者）は使徒言行録（v. 37）の中や審理の際のポンティウス・ピラテの妻により再構成するように演説でステファノにより（イエスではなく）敬虔者と自称するイエスの家族に非常に頻繁に見出される。従ってこの名前はユダスである可能性があるが、大抵は肩書となる綽名の「敬虔者」としての方が知られている。

## ユストゥス・バルサベー
単一の文書（Iviron 11）に保存されたジョージアの説教は、エルサレムのバルサベウス司祭による論文として表されている。この名前の司祭は、通常の名鑑では証明されておらず、疑いなくAc. 1, 23の裏切者ユダ（即ちマッティアス）の後継として不運な候補となったユストゥスと綽名される「ヨゼフ・ディット・バルサッバス」に関係する偽名である。編集者はこの偽書とヤコブの後継者のエルサレムの高潔な司祭第4代と（エウセビウスの名鑑にある第3代ではなく）比較するよう提案している。洗礼の「塩」を同じ方法でジョージアの説教第8節として翻訳したアルメニア人の間で保存される手紙の作者である。同じ名前エルサレムの高潔な司祭パトリアークは、6世紀に別のアルメニア人の手紙で再現され、こちらは非常に現実味のある著者グレゴワール・アルズルニである。カエサレアのエウセビウスも、明らかにこの使途に準じた人（素晴らしい癒しの物語）に関する少なくとも一つの不確かな詳細を提供するパピアスから導かれる伝統を知っている。高潔なジャックの第4代後継者に関する別の伝統の基礎としてバルサベーの論文は、カルケドンの後で正当と認める観点から実質的に1世紀の高潔なバルサベーに戻る著作によることになる。エルサレムの監督の後継は、この時代のユベナルと監督に反対した。

## 参照
1. ↑  Who was a Christian? Archived 2017-03-25 at the Wayback Machine. in the Holy Land.
2. 1 2 3  Simon Claude Mimouni, La tradition des évêques chrétiens d'origine juive de Jérusalem, in Studia patristica vol. XL, 2021, published by Frances Margaret Young, Mark J. Edwards, Paul M. Parvis, éd. Peeters, Louvain, 2006, p. 455.
3. 1 2  François Blanchetière, Enquête sur les racines juives du mouvement chrétien, p. 205.
4. 1 2  Simon Claude Mimouni, Les Chrétiens d'origine juive dans l'Antiquité, Paris, Albin Michel, 2004, p. 71s.
5. ↑  Simon Claude Mimouni, La tradition des évêques chrétiens d'origine juive de Jérusalem, in Studia patristica vol. XL, publié par Frances Margaret Young, Mark J. Edwards, Paul M. Parvis, éd. Peeters, Louvain, 2006, p. 455.
6. ↑  Simon Claude Mimouni, La tradition des évêques chrétiens d'origine juive de Jérusalem, in Studia patristica vol. XL, published by Frances Margaret Young, Mark J. Edwards, Paul M. Parvis, éd. Peeters, Louvain, 2006,  p. 464.
7. 1 2  Simon Claude Mimouni, La tradition des évêques chrétiens d'origine juive de Jérusalem, in Studia patristica vol. XL, publié par Frances Margaret Young, Mark J. Edwards, Paul M. Parvis, éd. Peeters, Louvain, 2006, p. 450.
8. ↑  The homily can be read in  M. van Esbroeck, Barsabée de Jérusalem. Sur le Christ et les Eglises, Patrologia Orientalis 41 (1982), 149-257.
9. ↑  See the translation of the armenian document in PO 41, p. 161.
10. ↑  See the translation and the comment of this letter inibid., p. 163-167; and another about this letter, that seems to be a response to a decree from Justinian, seeM. van Esbroeck: La Lettre de Justinien pour la fête de l’Hypapante en 562, Analecta Bollandiana 112 (1994), 65-84 et .
11. ↑  HE III 39, 10; SC 31, p. 155.